# (11766) Fredseares
(11766) Fredseares  es un asteroide perteneciente al cinturón de asteroides, descubierto el 17 de octubre de 1960 por Cornelis Johannes van Houten e Ingrid van Houten-Groeneveld sobre placas tomadas por Tom Gehrels desde el Observatorio Palomar, en Estados Unidos.

## Designación y nombre
Fredseares se designó inicialmente como 9073 P-L.
Más adelante fue nombrado en honor al astrónomo estadounidense Frederick Hanley Seares (1873-1964).

## Características orbitales
Fredseares orbita a una distancia media del Sol de 3,1441 ua, pudiendo acercarse hasta 2,6536 ua y alejarse hasta 3,6347 ua. Tiene una excentricidad de 0,1560 y una inclinación orbital de 4,9107° grados. Emplea en completar una órbita alrededor del Sol 2036 días.

## Características físicas
Su magnitud absoluta es 13,1. Tiene 14,488 km de diámetro. Su albedo se estima en 0,050.